# Achille et Déïdamie
Achille et Déïdamie (Aquiles y Deidamía) es una ópera trágica en cinco actos con música de André Campra y libreto de Antoine Danchet, y es la última que dedicó a Lully y Quinault. Se estrenó en la Académie royale de musique el 24 de febrero de 1735. No tuvo más que ocho representaciones, la última el 8 de marzo de 1735, y no fue repuesta.

## Personajes
| Personaje                         | Tesitura     | Elenco del estreno, 21 de diciembre de 1700 |
| --------------------------------- | ------------ | ------------------------------------------- |
| La Gloire                         |              | Mlle. Eremans                               |
| Melpomènel                        |              | Mlle. Julie                                 |
| L'Amour                           |              | Mlle. Delorge                               |
| Apollon                           |              | Cugnier                                     |
| Achille, con el nombre de Polemón |              | Chassé                                      |
| Déidamie                          |              | Mlle. Le Maure                              |
| Ulysse                            | haute-contre | Tribou                                      |
| Lycomède                          |              | Dun                                         |
| Thétis                            |              | Mlle. Antier                                |
| Les Sirènes                       |              | Mlles. Fel, Dun y Monville                  |